# Thripophaga cherriei
Thripophaga cherriei là một loài chim trong họ Furnariidae.